# Jenny Strauss Clay
Jenny Strauss Clay (* 1942) ist eine US-amerikanische Klassische Philologin und emeritierte Hochschullehrerin.

## Leben
Jenny Strauss Clay ist die Tochter des Wissenschaftshistorikers und Arabisten Paul Kraus und Bettina Strauss, der Schwester des Philosophen Leo Strauss. Dieser Onkel adoptierte sie nach dem Tod ihrer Eltern (1942 bzw. 1944). Ihr Studium führte sie an das Reed College, die University of Chicago sowie an die University of Washington, wo sie ihre akademischen Abschlüsse bis zur Promotion erwarb.
Nach Stationen an der University of California at Irvine und der Johns Hopkins University fand sie an der University of Virginia ihre akademische Heimat, bis zu ihrer Emeritierung als William R. Kenan, Jr. Professor of Classics.
Mit dem klassischen Philologen Diskin Clay hat Strauss Clay eine gemeinsame Tochter.

## Forschungsschwerpunkte
Strauss Clay beschäftigt sich hauptsächlich mit archaischer griechischer Dichtung, besonders ihrer theologischen Aspekte, aber auch in vielfältiger Weise mit angrenzenden Themen in griechischer und lateinischer Dichtung. In Anerkennung ihrer Leistungen wurde ihr 2012 der Humboldt-Forschungspreis verliehen.

## Schriften (Auswahl)
- Homer’s Trojan theater: space, vision, and memory in the Iliad. Cambridge University Press, Cambridge MA 2011, ISBN 9780521149488.
- Hesiod’s Cosmos. Cambridge University Press, Cambridge, MA 2003.
- The Politics of Olympus: Form and Meaning in the Major Homeric Hymns. Princeton University Press, Princeton 1989, ISBN 9781853996924.
- The wrath of Athena: gods and men in the Odyssey. Princeton University Press, Princeton 1983.